# Nicolae Rovinaru (politician)
Nicolae Rovinaru este un fost senator român în legislatura 2000-2004 ales în județul Ilfov pe listele partidului PSD. Nicolae Rovinaru a fost validat ca senator pe data de 7 septembrie 2004 când l-a înlocuit pe senatorul Ioan Buraga.